# Gatunek pograniczny
Gatunek pograniczny – forma wypowiedzi, w której mieszają się różne wyznaczniki gatunkowe, wraz z równoczesnym górowaniem kilku najważniejszych. Trudno jednoznacznie określić występujący gatunek. Staje się to formą urozmaicenia literatury.
Twórczość Ryszarda Kapuścińskiego niejednokrotnie była uważana jako balansowanie pomiędzy gatunkami (odejście od tradycyjnego reportażu).